# Kepler-99 b
 (juin 2025).
Kepler-99 b (KOI-305.01) est une planète extrasolaire (exoplanète) confirmée en orbite autour de l'étoile Kepler-99. Détectée par le télescope spatial Kepler, sa découverte par la méthode des transits a été annoncée en 2014.